# Spar (detailvirksomhed)
 For alternative betydninger, se Spar. (Se også artikler, som begynder med Spar)
SPAR (oprindeligt DE SPAR) er en international detailhandelsvirksomhed og supermarkedskæde. Spar består af over 12.500 dagligvarebutikker i 33 lande. Kæden blev grundlagt i Holland i 1932 ud fra samme princip som brugsbevægelsen, med købmænd, som går sammen for at opnå bedre priser hos leverandørerne og grossisterne. I 1953 åbnedes det internationale Spar-hovedkvarter i Amsterdam, som siden har styret og udviklet virksomheden i Europa og på andre kontinenter. SPAR er nu en fælles hollandsk-fransk virksomhed, både indlemmet i det franske og hollandske marked og som en af verdens største detailhandlere ved sin tilstedeværelse på verdensplan og omsætning.
De fleste Spar-butikker er placeret i Europa, men der er også butikker i enkelte lande udenfor Europa, bl.a. Sydafrika, Botswana, Zambia, Australien, Mauritius, Argentina, Kina og Japan. I Japan opererer kæden under navnet Hot Spar.
Navnet var oprindeligt DE SPAR – et akronym dannet af den hollandske sætning Door Eendrachtig Samenwerken Profiteren Allen Regelmatig (direkte oversat: "Gennem forenet samarbejde profiterer alle regelmæssigt"). Det er næppe helt tilfældigt[kilde mangler], at spar på Afrikaans, dansk, tysk, norsk, slovensk og svensk betyder at spare (penge). De spar betyder på hollandsk "grantræet", hvilket også afspejles i logoet, der netop er et grønt grantræ. Efterhånden som kæden ekspanderede, valgte man at droppe "DE".
Nogle af Spar-butikkerne ejes af den enkelte købmand, mens andre drives på franchisebasis eller er en del af en kæde, hvor SPAR ejer alle butikkerne. Det varierer fra land til land. Det eneste gennemgående fællestræk fra land til land er logoet, der blev designet i 1968 og som har forblevet uændret siden. Der er en række under-navne til Spar-navnet, f.eks. er de største supermarkeder i mange lande navngivet Eurospar, mens de mindre ofte hedder Spar Express. På det danske marked hedder de største butikker Eurospar, de lokale supermarkeder hedder Super Spar, de mindste supermarkeder hedder Spar, mens nærbutikkerne hedder Kwik Spar. Siden 2013 har man dog valgt at droppe Super Spar og Kwik Spar. De tidligere Super Spar forretninger er således enten blevet til Eurospar eller Min Købmand alt efter størrelse. Tidligere Kwik Spar butikker er alle blevet lavet til Min Købmand.

## SPAR International-statistik fra 2008
| Land           | Omsætning (i tusinder €) | Antal butikker | Samlet butiksareal (m²) | Gennemsnitsstørrelse (m²) |
| -------------- | ------------------------ | -------------- | ----------------------- | ------------------------- |
| Østrig         | 4.783.090                | 1.413          | 1.000.300               | 708                       |
| Italien        | 4.040.000                | 1.870          | 821.983                 | 439                       |
| Storbritannien | 2.770.976                | 2.544          | 361.000                 | 142                       |
| Sydafrika      | 2.692.592                | 802            | 827.833                 | 1032                      |
| Ungarn         | 1.414.631                | 391            | 384.817                 | 984                       |
| Irland         | 1.311.848                | 468            | 122.758                 | 262                       |
| Norge          | 1.083.591                | 310            | 171.363                 | 553                       |
| Spanien        | 1.060.412                | 823            | 292.596                 | 355                       |
| Frankrig       | 954.742                  | 930            | 235.415                 | 253                       |
| Danmark        | 910.470                  | 134            | 137.850                 | 301                       |
| Belgien        | 724.774                  | 339            | 143.881                 | 424                       |
| Slovenien      | 678.238                  | 75             | 124.614                 | 1661                      |
| Grækenland     | 656.558                  | 168            | 124.515                 | 741                       |
| Rusland        | 599.805                  | 182            | 91.742                  | 504                       |
| Tyskland       | 593.139                  | 495            | 106.129                 | 214                       |
| Tjekkiet       | 509.743                  | 139            | 144.116                 | 1037                      |
| Holland        | 501.964                  | 336            | 118.262                 | 352                       |
| Schweiz        | 358.470                  | 155            | 65.328                  | 421                       |
| Japan          | 311.887                  | 285            | 33.864                  | 119                       |
| Kina           | 197.675                  | 88             | 307.827                 | 3498                      |
| Kroatien       | 141.662                  | 6              | 26.350                  | 4392                      |
| Finland        | 124.000                  | 73             | 41.000                  | 562                       |
| Australien     | 97.852                   | 84             | 35.800                  | 426                       |
| Zimbabwe       | 96.426                   | 69             | 37.160                  | 539                       |
| Polen          | 73.776                   | 56             | 13.777                  | 246                       |
| Botswana       | 65.960                   | 24             | 16.972                  | 707                       |
| Namibia        | 60.211                   | 23             | 21.523                  | 936                       |
| Ukraine        | 57.072                   | 31             | 41.000                  | 1322                      |
| Zambia         | 46.154                   | 7              | 12.361                  | 1766                      |
| Rumænien       | 44.294                   | 21             | 20.328                  | 968                       |
| Indien         | 24.953                   | 3              | 12.811                  | 4270                      |
| Mauritius      | 17.889                   | 6              | 5.300                   | 883                       |
| Portugal       | 6.450                    | 6              | 2.220                   | 370                       |
| Total          | 27.011.237               | 12.680         | 5.884.591               | 464                       |

| år   | land           | år   | land       | år   | land       | år   | land     |
| ---- | -------------- | ---- | ---------- | ---- | ---------- | ---- | -------- |
| 1932 | Holland        | 1963 | Sydafrika  | 1992 | Ungarn     | 2004 | Kina     |
| 1947 | Belgien        | 1963 | Irland     | 1992 | Tjekkiet   | 2004 | Kroatien |
| 1953 | Tyskland       | 1966 | Zimbabwe   | 1994 | Australien | 2004 | Botswana |
| 1954 | Danmark        | 1969 | Grækenland | 1995 | Polen      | 2004 | Namibia  |
| 1954 | Østrig         | 1977 | Japan      | 1997 | Litauen    | 2004 | Indien   |
| 1955 | Frankrig       | 1982 | Argentina  | 2000 | Rusland    | 2005 | Rumænien |
| 1956 | Storbritannien | 1984 | Norge      | 2000 | Mauritius  | 2006 | Portugal |
| 1959 | Spanien        | 1989 | Schweiz    | 2002 | Cypern     |      |          |
| 1959 | Italien        | 1990 | Sverige    | 2002 | Ukraine    |      |          |
| 1962 | Finland        | 1992 | Slovenien  | 2003 | Zambia     |      |          |

## Supermarkedskæden Spar
Spar er også en international supermarkedskæde ejet af Spar-koncernen. Kæden er i Danmark bestående af 231 selvstændigt ejede butikker og det er den af Spars fire danske butikskæder med de næstmindste butiksarealer. Butikkerne har form som mindre lokale supermarkeder og er beliggende i store, mellemstore og mindre byer. 